# Touché Amoré
Touché Amoré is een Amerikaanse posthardcore band uit Los Angeles, Californië, opgericht in 2007. Naast andere publicaties hebben ze zeven studioalbums uitgebracht: ... To the Beat of a Dead Horse in 2009, Parting the Sea Between Brightness and Me in 2011, Is Survived By in 2013, Stage Four in 2016, Dead Horse X, een volledige heropname van het eerste album, in augustus 2019, Lament in oktober 2020, en Spiral In A Straight Line dat uitkwam in oktober 2024.

## Bezetting
Huidige bezetting
- Jeremy Bolm (zang, 2007-heden; nu en dan livegitaar, 2016–heden)
- Clayton Stevens (gitaar, 2007–heden)
- Nick Steinhardt basgitaar, (2007–2010); gitaar, 2010–heden)
- Elliot Babin (drums, 2009–heden)
- Tyler Kirby (basgitaar, 2010–heden)

Voormalige leden
- Jeremy Zsupnik (drums, 2007–2009)
- Tyson White (gitaar, 2007–2010)

## Geschiedenis

### Formatie en debuutalbum (2007–2009)
De band bracht in september 2008 hun debuut 7" demo uit bij No Sleep Records. Na een paar tournees langs de westkust keerde de band terug naar de studio om hun volledige album ... To the Beat of a Dead Horse op te nemen in de Earth Capital studio's in januari 2009. De lp werd in juni 2009 uitgebracht op zowel 6131 als Geoff Rickly van Collect Records van de rockband Thursday, die beiden een samenwerking hadden bij de publicatie. Het album werd alleen uitgebracht op lp-formaat en digitaal en kreeg over het algemeen positieve recensies van critici, waaronder Sputnikmusic,  Punknews.org en Alternative Press. Het kwam ook voor op meerdere "Beste albums van 2009"-lijsten.

### Parting the Sea Between Brightness and Me(2010–2012)
Het tweede studioalbum Parting the Sea Between Brightness and Me van Touché Amoré werd op 7 juni 2011 uitgebracht via het onafhankelijke platenlabel Deathwish Inc. De band werkte samen met producent en technicus Ed Rose in zijn Black Lodge Recording Studio in Eudora (Kansas). Jeremy Bolm beschouwt het album tekstueel als een middelpunt van de ontaarding van relaties en het vinden van comfort in de verte van huis tijdens het toeren. Het album ontving lof van meerdere recensenten en werd eind 2011 op #6 geplaatst in de jaarlijkse «Album of the Year»-lijst van Rock Sound. Onmiddellijke promotie voor de publicatie van het album in Europa leidde ertoe dat het de belangrijkste supportband was voor La Dispute met de Noorse hardcore punkband Death Is Not Glamourous. De tournee begon op 27 juli 2011 en eindigde op 12 augustus en viel samen met de optredens van zowel La Dispute als Touché Amoré op Hevy Festival in het Verenigd Koninkrijk, Fluff Fest in Tsjechië en Ieperfest in België.
Eind februari en maart 2012 toerde Touché Amoré met Pianos Become the Teeth en Basement. Tijdens de tournee in het Verenigd Koninkrijk wordt Basement ondersteund door Touché Amoré voor de helft van de tournee, terwijl Piano's Become the Teeth de andere helft ondersteunde. Tussen de headliner van februari en maart steunt de band Rise Against en Architects tijdens een Europese tournee. In mei 2012 nam Touché Amoré op en bracht de live ep Live on BBC Radio 1 uit, die vier opgenomen nummers bevat. Jordan Dreyer van La Dispute was gastzanger op een van de nummers. De band toerde eind 2012 ter ondersteuning van Circa Survive en toerde met Converge in november/december 2012 door Europa en het Verenigd Koninkrijk.

### Is Survived By(2013–2015)
Na thuiskomst van hun eerste tournee door Japan met Loma Prieta, ging de band de studio in om een nieuw album op te nemen in Los Angeles in de Seagrass Studio met producent Brad Wood (Sunny Day Real Estate, mewithoutYou, Smashing Pumpkins).Op 27 juni 2013 onthulde de band hun albumtitel en de publicatiedatum van 24 september 2013. Is Survived By werd uitgebracht bij Deathwish Inc. Het openingsnummer Just Exist van het album ging op 30 juli in première. De eerste tournee op het nieuwe album was een direct support-slot voor AFI, gevolgd door een Europese headliner-tournee met Self Defense Family en Dad Punchers (nu Warm Thoughts). In Europa nam de band een tweede BBC Live on Radio 1-sessie op met drie nummers van Is Survived By en Gravity, Metaphorically van de Piano’s Become the Teeth split 7. De opname werd uitgebracht als Live op BBC Radio 1 Vol 2 op 7" in september 2014 bij Deathwish Inc.
In 2014 toerde de band door de Verenigde Staten, co-headliner met mewithoutYou, trad op tijdens SXSW in 2014, keerde terug naar Europa met ondersteuning van Birds in Row, opende een Amerikaanse zomertournee met Tigers Jaw en Dads ter ondersteuning en keerde terug naar Europa/Verenigd Koninkrijk om op te treden tijdens Reading/Leeds festivals in Leeds zowel bij Pukkelpop in België. In augustus speelde de band voor het eerst in Rusland. In het najaar van 2014 deed de band nog een laatste Amerikaanse tournee ter ondersteuning van Is Survived By met Rise Against. Ze keerden terug naar Japan om in oktober met Envy te toeren en eindigden het jaar op The Fest in Gainesville (Florida) op Halloween Night. In 2015 toerde de band beperkt, maar keerde terug naar Australië met Every Time I Die en toerde vervolgens door Europa met Loma Prieta, Dangers en Newmoon na een optreden op het Coachella Festival in 2015. Een gezamenlijke splitsing met Self Defense Family, Self Love werd uitgebracht in 2015 en bevat nummers die de twee bands samen met producent Will Yip hebben geschreven en opgenomen.

### Stage Four(2016–2018)
Touché Amoré bracht hun vierde studioalbum en Epitaph Records-debuut Stage Four uit op 16 september 2016. De titel van het album krijgt een dubbele betekenis, wat zowel duidt op het feit dat het het vierde volledige album van de band is, als ook het hoogste niveau van kanker - een verwijzing naar het feit dat Bolms moeder in 2014 overleed aan kanker. Gelijktijdig met de aankondiging van het album in juni 2016, bracht de band het nummer Palm Dreams uit voor online streaming. Het nummer gaat over Bolm, die beseft dat hij nooit helemaal zal begrijpen waarom zijn moeder in de jaren 1970 naar Californië is verhuisd.
Na het uitbrengen van Stage Four bracht de band de volgende maanden door met toeren en festivals spelen om hun nieuwe album te promoten, waaronder shows met Balance, Composure en Hum, een Amerikaanse tournee met Tiny Moving Parts en Culture Abuse en festivaluitvoeringen bij Sound on Sound Fest in Austin en The Wrecking Ball festival in Atlanta. Op 5 oktober kondigde de band aan dat ze begin 2017 een Engelstalige/Europese tournee gaan doen met Angel Du$t. De band ging in het voorjaar van 2017 op tournee door de Verenigde Staten met Thursday en Basement. Op 19 april 2018 bracht de band via Epitaph Records de nieuwe single Green uit.

### Dead Horse Xen aankomend vijfde album (2019-heden)
Om de tiende verjaardag van hun debuutalbum ... To The Beat Of A Dead Horse te vieren, nam de band het geheel van de plaat opnieuw op en bracht het op 9 augustus 2019 uit onder de naam Dead Horse X. Op 10 september 2019 bracht de band via Epitaph Records de nieuwe single Deflector uit. Het werd geproduceerd door Ross Robinson. Op 17 februari 2020 keerde de band terug naar Robinson om hun aankomende vijfde album op te nemen.

## Discografie

### Singles
- 2013: Gravity, Metaphorically
- 2015: Condolences/Available Flexi
- 2018: Green
- 2019: Deflector

### Live-ep's
- 2010: Live at WERS (Condolences)
- 2012: Live on BBC Radio 1 (Deathwish)
- 2014: Live on BBC Radio 1: Vol 2 (Deathwish)
- 2017: Live on BBC Radio 1: Vol 3 (Epitaph)

### Ep's en splits
- 2008: Demo (2008, No Sleep)
- 2010: Searching for a Pulse/The Worth of the World (split met La Dispute) (No Sleep)
- 2010: Touché Amoré / Make Do and Mend (split met Make Do and Mend) (6131/Panic)
- 2012: Touché Amoré / The Casket Lottery (split met The Casket Lottery) (No Sleep)
- 2013: Touché Amoré / Pianos Become the Teeth (split met Pianos Become the Teeth) (Deathwish/Topshelf)
- 2013: Touché Amoré / Title Fight (split met Title Fight) (Sea Legs)
- 2015: Self Love (split met Self Defense Family) (Deathwish)

### Studioalbums
- 2009: ...To the Beat of a Dead Horse (6131)
- 2011: Parting the Sea Between Brightness and Me (Deathwish)
- 2013: Is Survived By (Deathwish)
- 2016: Stage Four (Epitaph)
- 2019: Dead Horse X (Epitaph)
- 2020: Lament (Epitaph)
- 2024: Spiral In A Straight Line (Rise Records)

### Livealbums
- 2018: 10 Years / 1000 Shows: Live at the Regent Theater

### Compilaties
- 2014: Available (The National cover; compilatiealbum A Comp for Mom)  (No Sleep Records)
- 2015: Lounge Act (Nirvana cover; tributealbum Whatever Nevermind) (Robotic Empire)

### Muziekvideo's
- 2011: Home Away from Here
- 2013: Gravity, Metaphorically
- 2013: Harbor
- 2016: Palm Dreams
- 2016: Skyscraper
- 2017: Benediction
- 2018: Green